# 希維拉杜夫-茲德魯伊
希维拉杜夫-兹德魯伊（Świeradów-Zdrój）是波蘭的一座城市。2006年，有人口4,554人。

## 外部連結
- 官方网站 （波兰語）

50°54′N 15°20′E / 50.900°N 15.333°E